# Västra Liden
Västra Liden är en gata på Otterhällan i stadsdelen Inom Vallgraven i centrala Göteborg. Den är cirka 35 meter lång, och sträcker sig från Otterhällegatan till Lasarettsgatan.
Gatan fick sitt namn 1895 efter sin riktning från Otterhällans topp. Tidigare motsvarades gatan ungefär av Otterhällsgatan (1792).